# Gemdet Nasr
Gemdet Nasr (o anche Jemdet Nasr) è un sito archeologico nella provincia di Babil in Iraq, situato a nordest di Babilonia e Kish e a est di Kutha.

## Storia
Gemdet Nasr è un tipico sito della Età del bronzo antico del sud della Mesopotamia. Dal sito prende il nome il cosiddetto Periodo di Gemdet Nasr (o Cultura di Gemdet Nasr, fase tarda del Periodo Predinastico in Mesopotamia), fiorita intorno agli anni 3100 a.C. - 2900 a.C.
È durante il periodo di Gemdet Nasr che la scrittura fece la sua comparsa nel sud della Mesopotamia. I primi sigilli cilindrici cominciarono ad essere usati proprio in questo periodo. Contemporaneamente iniziò anche la cosiddetta Rivoluzione urbana e vari insediamenti si svilupparono fino a diventare le principali città.

## Archeologia
Il sito di Gemdet Nasr fu esplorato a partire dal 1926 e 1928 da un gruppo di archeologi Inglesi e Americani guidati da Stephen Langdon. Gli oggetti ritrovati furono divisi fra l'Ashmolean Museum della Università di Oxford e l'Iraq Museum di Baghdad relativamente agli oggetti epigrafici, mentre molte ceramiche finirono al Field Museum in Chicago.
Secondo gli standard odierni, i reperti ritrovati furono scarsamente documentati e non adeguatamente analizzati e pubblicati. Uno sforzo è stato fatto a posteriori per documentare meglio il sito e per rendere pubbliche le informazioni provenienti dagli scavi e dagli oggetti di interesse archeologico lì ritrovati.
Gli scavi del sito furono successivamente ripresi nel 1988 e 1989 da Roger J. Matthews e altri.
Gli archeologi scoprirono un vasto edificio contenente un archivio di testi protocuneiformi su argilla con stampigli provenienti da Sigilli cilindrici. La ceramica, di tipo dipinta policroma, trovata nel sito è stata molto utile per determinare i livelli relativi al periodo di Gemdet Nasr in altri siti.
Il Periodo di Gemdet Nasr è ritenuto dall'archeologo R. J. Matthews molto più corto, al più un secolo, del classico periodo 3200 a.C. - 2900 a.C. indicato dalla vecchia letteratura scolastica. La cultura di Gemdet Nasr fu preceduta dal Periodo protoliterate B (3200 a.C. - 3100 a.C.) e fu contemporaneo con la cultura detta "Ninivita 5" (Alta Mesopotamia e Siria) e con la Cultura Proto-elamita dell'Iran occidentale. Per la storiografia classica rappresenta la fase finale del Neolitico nel sud della Mesopotamia e precede l'inizio della Storia dei Sumeri propriamente detta con il periodo detto "Protodinastico" (2900-2350 a.C.) propriamente detto.